# Wanggwa na
Wanggwa na (왕과 나?, lett. Il re ed io; titolo internazionale The King and I) è una serie televisiva sudcoreana trasmessa su SBS dal 27 agosto 2007 al 1º aprile 2008.
La serie ruota attorno alla vita di Kim Cheo-sun, considerato il migliore eunuco vissuto durante Joseon. Grazie allo share iniziale del 20-25%, fu esteso da 50 a 67 episodi, ma, in seguito alla caduta dovuta alla competizione con Yi San, fu portato a 61 e poi a 63 episodi.

## Trama
Kim Cheo-sun ama in segreto la sua amica d'infanzia Yoon So-hwa, ma non può dichiararle il suo amore a causa della differenza di classe sociale. Quando la ragazza va in sposa a re Seongjong, diventandone la seconda concubina, Cheo-sun si fa castrare ed entra a palazzo come eunuco per starle accanto e proteggerla. Alla morte della regina, So-hwa diventa la regina Jeheon, ma, vittima delle lotte politiche tra fazioni diverse, viene infine privata del suo titolo ed esiliata. Nonostante Cheo-sun tenti di aiutarla, la donna viene condannata a morte ed è l'eunuco stesso a consegnarle il veleno, prendendosi poi cura del figlio di lei, il principe Yeonsan.

## Personaggi
- Kim Cheo-sun, interpretato da Oh Man-seok e Joo Min-soo (da bambino)
- Yoon So-hwa, poi regina Jeheon, interpretata da Ku Hye-sun e Park Bo-young (da bambina)
- Re Seongjong, interpretato da Go Joo-won e Yoo Seung-ho (da bambino)
- Jo Chi-gyeom, interpretato da Jun Kwang-ryul
- Regina Jeonghui, interpretata da Yang Mi-kyung
- Regina Insu (Sohye), interpretata da Jeon In-hwa
- Jung Han-soo, interpretato da Ahn Jae-mo e Baek Seung-do (da giovane)
- Seol-yeong, interpretata da Jeon Hye-bin
- Regina Jeonghyeon, interpretata da Lee Jin
- No Nae-shi, interpretato da Shin Goo
- So-gwi, interpretata da Kim Soo-mi
- Wol-hwa, interpretata da Yoon Yoo-sun
- Choi Cham-bong, interpretato da Kang Nam-gil
- Yi Yung, poi principe Yeonsan, interpretato da Jung Tae-woo e Jung Yun-seok (da bambino)
- Eoudong, interpretata da Kim Sa-rang
- Dama Oh, interpretata da Yang Jung-a
- Kim Ja-myung, interpretato da Lee Il-jae
- Yoon Ki-kyun, interpretato da Sunwoo Jae-duk
- Dama Shin, interpretata da Choi Jung-won
- Yoon Ki-hyun, interpretato da Jung Eun-chan e Ho Hyo-hoon (da bambino)
- Regina Gonghye, interpretata da Han Da-min
- Re Sejo, interpretato da Kim Byung-se
- Re Yejong, interpretato da Yoo Dong-hyuk
- Gran principe Jinseong, interpretato da Noh Young-hak

## Riconoscimenti
| Anno | Premio           | Categoria                                         | Ricevente      | Risultato       |
| ---- | ---------------- | ------------------------------------------------- | -------------- | --------------- |
| 2007 | SBS Drama Awards | Premio alla massima eccellenza, attore            | Jun Kwang-ryul | Vincitore/trice |
| 2007 | SBS Drama Awards | Premio all'eccellenza, attore in un drama seriale | Oh Man-seok    | Vincitore/trice |
| 2007 | SBS Drama Awards | Migliori dieci stelle                             | Jun Kwang-ryul | Vincitore/trice |
| 2007 | SBS Drama Awards | Miglior attore adolescente                        | Yoo Seung-ho   | Vincitore/trice |
| 2007 | SBS Drama Awards | Miglior attore adolescente                        | Joo Min-soo    | Vincitore/trice |
| 2007 | SBS Drama Awards | Miglior attrice adolescente                       | Park Bo-young  | Vincitore/trice |
| 2007 | SBS Drama Awards | Premio alla carriera                              | Shin Goo       | Vincitore/trice |
| 2007 | SBS Drama Awards | Premio nuova stella                               | Ku Hye-sun     | Vincitore/trice |